# Brothers: A Tale of Two Sons
Brothers: A Tale of Two Sons es un videojuego descargable con una historia basada en una aventura con puzles y plataformas desarrollado por Starbreeze Studios y publicado por 505 Games, que fue lanzado el 7 de agosto de 2013 para la Xbox Live Arcade y el 3 de septiembre de 2013 para Steam y PlayStation Network.

## Modo de juego
Brothers se presenta desde una perspectiva en tercera persona con vistas a los dos hermanos. Los hermanos se mueven individualmente con las dos palancas del joystick. Cada uno utiliza el gatillo correspondiente a su palanca, el cual sirve para interactuar con el mundo del juego, tales como hablar con un personaje PNJ o agarrarse de un saliente o un objeto. El hermano mayor es el más fuerte de los dos y puede tirar de palancas o impulsar a su hermano menor a los espacios más altos, mientras que el más joven puede pasar entre barras estrechas. El jugador progresa mediante la manipulación de los dos hermanos mientras que al mismo tiempo tiene que completar varios puzles, requiriendo a menudo la necesidad de manipular ambos hermanos para realizar diferentes funciones (como distraer a un PNJ agresivo mientras que el otro hace su camino alrededor). En caso de que cualquiera de los hermanos cayera desde una gran altura o se lesionase, se reinicia el videojuego en un punto de control reciente. Todo el diálogo en el juego se produce a través de lengua ficticia, así que la historia se transmite a través de acciones, gestos y expresiones.

## Trama
La historia comienza con un chico llamado Naiee que lleva sus respetos a la tumba de su madre, que se ahogó en el mar mientras él fue incapaz de salvarla. Su hermano mayor, Naia, lo llama para ayudar a su padre enfermo para que llegue al médico del pueblo, que a su vez les dice que la única manera de salvarlo es mediante la recopilación de las aguas del Árbol de la Vida. Los hermanos se embarcan en su viaje a través de aldeas, colinas y montañas, mientras se enfrentan a retos como el matón local, un perro agresivo de un granjero y lobos asesinos. También ayudan a otros en el camino, reuniendo a un par de amistosos troles, salvando a un hombre del suicidio y ayudando a un inventor aeronáutico.
Finalmente llegan a la Tierra de los Gigantes, y entran en un castillo donde liberan a un grifo malherido que les ayuda a escapar del lugar antes de desplomarse a causa sus heridas. Los hermanos pasan a través de un valle donde encuentran a los gigantes muertos a causa de una guerra y salvan a una joven de ser sacrificada por los miembros de una tribu indígena. Una vez a salvo, la chica los ayuda a viajar a través de las aguas heladas de un glaciar, evitando a diversos monstruos marinos. Llegan a un antiguo pueblo que estaba en medio de una batalla antes de que todos de repente se murieran congelados en el lugar, y el trío tiene que escapar de un gigante invisible que acecha las ruinas de la ciudad. Después de derrotar con éxito al monstruo, la chica comienza a seducir a Naia, y persuade a los hermanos para entrar en una cueva, para gran consternación de Naiee. Una vez dentro, la joven se revela a sí misma como una araña monstruosa y trata de devorar a Naia, pero los hermanos logran frustrarla y la matan tirando de sus piernas, pero no antes de que ella hiera mortalmente a Naia.
Casi al final de su viaje, los hermanos por fin llegan al Árbol de la Vida; Naia insiste en que sea Naiee el que se suba hasta la cima del árbol. Él recoge el agua de la vida, pero en su regreso a la parte inferior, se encuentra con que Naia ya ha muerto a causa de sus heridas. Incapaz de reanimarlo con el agua, Naiee entierra y llora por su hermano mayor, antes de regresar a la aldea con la ayuda del grifo al que habían liberado, que ya se había recuperado.
Al llegar a la costa, Naiee debe enfrentar su incapacidad para nadar con el fin de darle el agua a su padre moribundo. El espíritu de su madre aparece para consolarlo y motivarlo, y con la guía espiritual de Naia, Naiee es capaz de obligarse a nadar hacia la aldea. Él es finalmente capaz de dar al médico el agua, y el padre se recupera de su enfermedad durante la noche. Poco tiempo después, Naiee y su padre lloran en las lápidas de la madre y Naia mientras que el grifo vuela a través de las montañas.

## Desarrollo
Brothers: A Tale of Two Sons, anteriormente conocido como P13, fue el primer videojuego desarrollado por Starbreeze Studios en asociación editorial con 505 Games. El juego utiliza el motor Unreal Engine 3 y ha sido desarrollado en colaboración con el galardonado director de cine sueco Josef Fares.
El 16 de enero de 2015 se informó de que Starbreeze vendió la propiedad intelectual de Brothers a 505 Games por $500.000.

## Recepción
Brothers ganó el premio al Best Xbox Game (Mejor Videojuego de Xbox) en el Spike Video Game Awards 2013, en competencia con Grand Theft Auto V, BioShock Infinite y Tomb Raider.
Brothers ha tenido numerosas previews positivas y se lo ha asimilado a videojuegos como Journey y Fable. Juan García, de IGN en español, alabó al videojuego por su historia, el manejo de los dos personajes, el detallismo, los gráficos y la música, aunque también criticó la duración del videojuego, la escasa dificultad y la linealidad del mismo, poniéndole un puntaje de 9/10. También recibió el mismo puntaje de parte de MeriStation, donde César Otero señaló que: "Con un peculiar manejo y una propuesta de cooperación simultánea con un solo mando, Brothers A Tale of Two Sons nos reta a mantener en pantalla a dos hermanos en un viaje tan único como sentimental." Por parte de 3DJuegos recibió un puntaje de 8,6/10, y Alberto Pastor añadió que Brothers es "Un título admirable que destaca por su inteligente diseño e inspiradora narrativa, capaz de tocar la fibra sensible de cualquiera", dejando en claro que "Es cierto que podría haber sido más largo, e incluso mostrar una mayor complejidad a nivel jugable, pero eso son nimiedades comparado con la facilidad con la que este título toca tu fibra más sensible, dejando huella en el corazón."
Por otro lado, Pablo Algaba, de Eurogamer.es, le puso una de las notas más bajas al videojuego, un 7/10, a causa de su baja complejidad, su corta duración, el uso de cinemáticas como solución a los problemas y el distanciamiento entre jugador-personaje debido al sistema de juego, aunque al final dice que "es verdad que cuenta con más altos que bajos y que no está huérfana de instantes de brillantez, de ideas novedosas y de una saludable actitud de riesgo digna de aplauso que ya nos gustaría encontrar más a menudo."
El juego ganó el premio "Best Innovation", y fue nominado para "Best Family Game" y "Best History" en los Premios BAFTA de Videojuegos de 2014.
Hasta enero de 2015, el juego ha vendido 800.000 copias.